# Удовиченко Микола Петрович
Микола Петрович Удовиченко (1937, с. Білогородка, Київська область — 3 лютого 1994, м. Боярка, Київська область) — поет, автор багатьох поетичних збірок.

## Життєпис
Микола Петрович Удовиченко народився 1937 року в селі  Білогородка біля Києва у селянській родині. У 1953 закінчив Київську міжобласну заочну середню школу[джерело?]. Деякий час працював у пресі. Згодом — директором Чернівецького клубу письменників[джерело?].
З 1953 року друкував вірші в обласній та республіканській періодичній пресі. Деякі його твори перекладено на молдавську та угорську мову[джерело?].
Автор поетичних збірок: «Очима сина», «Мій скарб», «Кличе зоря далеко», «Материнське вікно». Остання вийшла з передмовою Петра Перебийноса, який написав про поета: «він справжній чарівник».
Микола Удовиченко прожив непросте особисте й творче життя. Лише у грудні 1993 року його прийняли до Національної спілки письменників України, а вже 3 лютого 1994 року пішов із життя.